# Pozo Alcón
Pozo Alcón település Spanyolországban, Jaén tartományban. Pozo Alcón Huesa, Hinojares, Quesada, Peal de Becerro, Cortes de Baza, Zújar, Cuevas del Campo és Dehesas de Guadix községekkel határos. Lakosainak száma 4550 fő (2024).

## Népesség
A település népessége az elmúlt években az alábbi módon változott:
| Lakosok száma | 5483 | 5497 | 5527 | 5396 | 5260 | 4970 | 4758 | 4673 | 4633 | 4550 |
|               | 2001 | 2004 | 2007 | 2009 | 2012 | 2014 | 2017 | 2019 | 2022 | 2024 |